# Pape Badji
Pour les articles homonymes, voir Badji.
Pape Badji, né le 4 avril 1992 à Dakar au Sénégal, est un joueur sénégalais de basket-ball. Il évolue aux postes d'ailier fort et de pivot.

## Biographie
Pape Badji s'engage le 5 juin 2018 avec le Champagne-Châlons Reims.
En août 2022 Badji rejoint le Tours MB. Alors que le club n'est pas satisfait des prestations de Badji, il annonce la rupture du contrat du joueur le 17 octobre 2022.

### Phoenix Brussels (2021-2022)
En juin 2021 Badji s'engage avec le Phoenix Brussels. En août il se fait mordre par un chien devant la salle de son nouveau club. Il se rétablit rapidement et peut jouer le match inaugural du Brussels en BNXT League le 24 septembre 2021.
Malgré de bonnes prestations individuelles de Badji durant la saison, son équipe n'arrive pas à créer l'exploit en play-offs. Il finit la saison en tant que meilleur marqueur et rebondeur du club, comptabilisant 11 double-double. Il ne prolonge pas son contrat et quitte le Phoenix Brussels en juin 2022.

## Palmarès et distinctions

### Palmarès
- Coupe de Suisse :
  - Vainqueur : 2013.
- Coupe de la Ligue :
  - Vainqueur : 2014.
- Championnat d'Afrique :
  -  3e en 2013.